# Фрич, Поль
Поль Франсуа Николя Фрич (фр. Paul François Nicolas Fritsch; 25 февраля 1901, Париж, Франция — 22 сентября 1970, Булонь-Бийанкур, Франция) — французский боксёр, чемпион Олимпийских игр в Антверпене (1920).

## Спортивная карьера
Принял участие в Олимпийских играх в Антверпене (1920), где завоевал золотую медаль.
В полулёгком весе в турнире участвовало 17 человек. Допускалось участие двух представителей от каждой страны.
Уже в первом бою Поль Фрич провёл очень тяжёлый бой с Джорджем Этселлом из США. В близком поединке двое судей дали победу Фричу, а рефери боя из Великобритании посчитал победителем Этселла. В то время рефери на ринге не присутствовал и являлся одновременно третьим судьёй. Победителем был сначала объявлен Этселл, поскольку рефери поднял руку боксёра, за которого он проголосовал. Но Пьер Макар из Бельгии, один из судей, быстро отменил это решение, заявив, что он и другой судья выбрали победителем Фрича. Американцы были возмущены, полагая, что решение было изменено незаконно, тогда как оно было лишь неправильно объявлено. Следующие два боя Фрич выиграл достаточно легко, оба раза нокаутом. В финале его противником стал товарищ по команде Жан Гаше, которому Фрич проиграл перед Олимпиадой в финале первенства Франции 1920 года. Фричу удался реванш, он достаточно убедительно выиграл бой по очкам и стал первым французским олимпийским чемпионом по боксу.
Результаты на Олимпийских играх 1920 (вес до 57,15 кг):
- Победил Джозефа Этселла (США) по очкам
- Победил Пауля Эрдала (Норвегия) нокаутом в 3-м раунде
- Победил Эдоардо Гарцена[англ.] (Италия) нокаутом во 2-м раунде
- Победил Жана Гаше[англ.] (Франция) по очкам

Проведя более 300 боёв на любительском ринге, стал профессионалом в 1921 году. Первый профессиональный бой провёл в 1922 году. В 1925 году в Милане победил итальянского боксёра Эдоардо Гарцена, у которого он выиграл пятью годами ранее в полуфинале Олимпийских игр. Выступал достаточно часто, провёл много боёв, в том числе несколько претендентских, но так и не сумел завоевать чемпионский титул.
Ушёл из бокса в 1929 году из-за отслоения сетчатки глаза и стал продавцом автомобилей.